# FC Marisca Mersch
Der FC Marisca Mersch  ist ein luxemburgischer Fußballverein aus Mersch.

## Geschichte
Der Verein wurde 1908 unter seinem heutigen Namen gegründet und von 1940 bis 1944 in FK Mersch zwangsumbenannt. 1963/64, 2012/13, 2020/21, 201/22, 2022/23 und aktuell 2024/25 spielte man in der zweitklassigen Ehrenpromotion. Ansonsten pendelte man immer zwischen der dritten (1. Division) und fünften Liga (3. Division). Am 14. Mai 2023 machte der Verein durch ein 1:1 gegen Alisontia Steinsel den erstmaligen Aufstieg in die BGL Ligue perfekt. Doch schon ein Jahr später musste man auf dem 15. Platz stehend wieder den sofortigen Gang in die Ehrenpromotion antreten.
In der Saison 2010/11 konnte man im Coupe FLF, dem Pokal für unterklassige Vereine, das Finale erreichen und verlor dort mit 0:6 gegen Jeunesse Junglinster. Im nationalen Pokal, dem Coupe de Luxembourg, war das Erreichen des Finales in der Saison 2022/23 der bislang größte Erfolg. Dort unterlag man dem Erstligisten FC Differdingen 03 mit 2:4.

## Erfolge
- Aufstieg in die Ehrenpromotion: 1963, 2012, 2020
- Aufstieg in die BGL Ligue 2023

## Stadion
Seine Heimspiele trägt der Verein auf dem Terrain Schintgespesch aus, welches 1000 Besuchern Platz bietet. Unweit davon befindet sich noch ein Kunstrasenplatz, der hauptsächlich für Jugendspiele genutzt wird.